# راي لو
راي لو (بالصينية: 吕良偉) هو ممثل صيني، ولد في 22 ديسمبر 1956 في فيتنام.

## وصلات خارجية
- راي لو على موقع IMDb (الإنجليزية)
- راي لو على موقع ألو سيني (الفرنسية)
- راي لو على موقع قاعدة بيانات الفيلم (الإنجليزية)
- راي لو على موقع كينوبويسك (الروسية)